# Emlyon Business School
Emlyon Business School (EM = École de Management) är en europeisk handelshögskola som verkar i Paris, Lyon, Saint-Étienne, Casablanca och Shanghai. Skolan grundades år 1872.
År 2014 låg EM Lyon på fjortonde plats bland Financial Times rankinglista på europeiska handelshögskolor. Skolans Master in Management program (magistersprogram i företagsledning) nådde trettionde plats på Financial Times globala rankinglista år 2015. Skolans Executive MBA program är rankat nummer 68 i världen.
Alla EM Lyon program är internationellt trippelackrediterade av AMBA, EQUIS och AACSB. Bland skolans alumner finns ett antal framstående affärsmän och politiker, som till exempel Jean-Pascal Tricoire (CEO Schneider Electric), Stéphane Bern (Fransk journalist) och Gwendal Peizerat (fransk isdansare).